# Microscopio simple

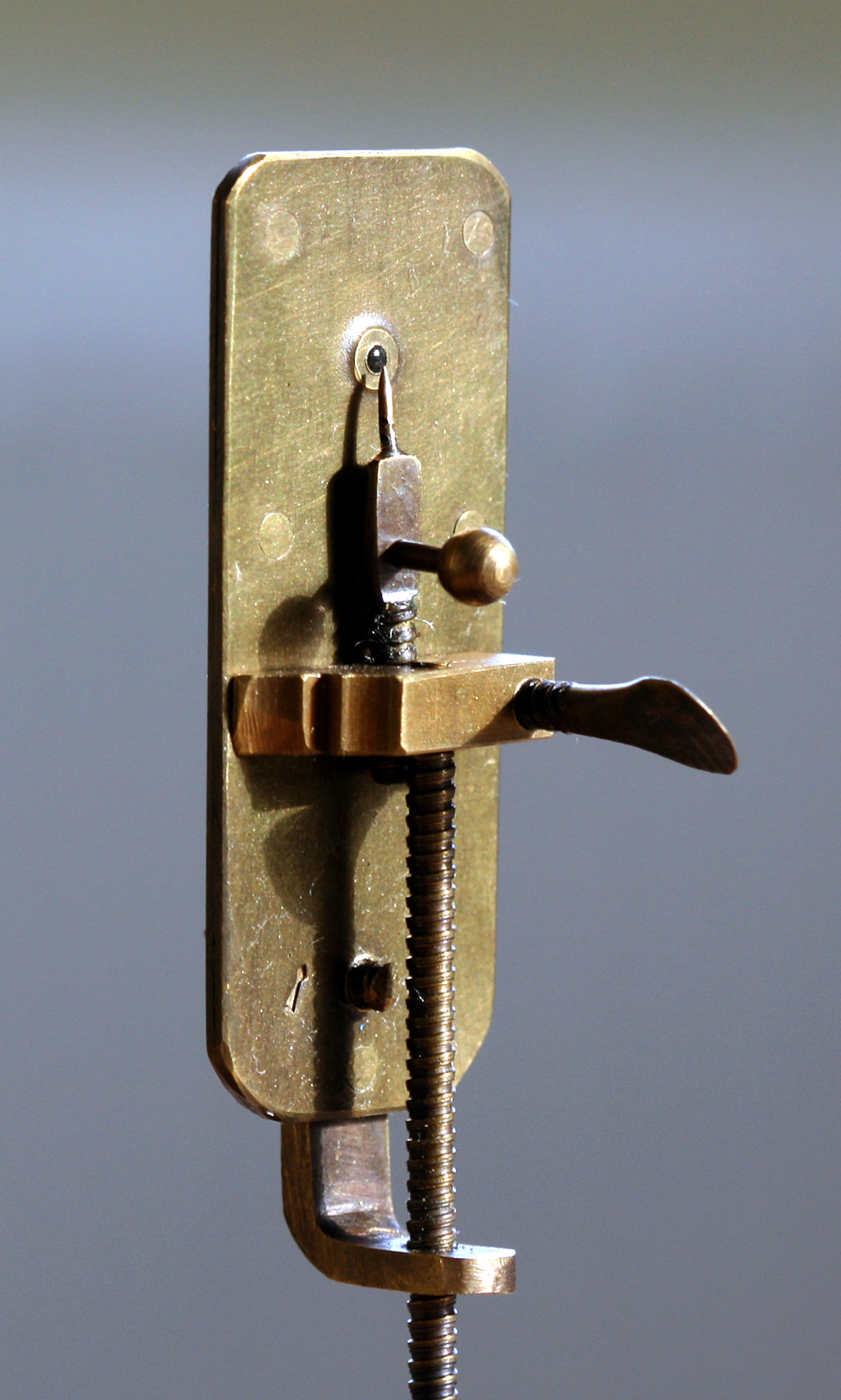
Microscopio simple de Leeuwenhoek. La muestra se colocaba en la punta del tornillo, en frente de la única lente, de la que destaca la pequeñez de su diámetro.

Un microscopio simple es aquel que utiliza una sola lente para ampliar las imágenes de los objetos observados. Es el microscopio más básico. El ejemplo más clásico es la lupa. 

El microscopio óptico estándar, llamado microscopio compuesto, utiliza dos sistemas de lentes alineados, el objetivo y el ocular.

## Historia
- 1267 - Roger Bacon explica los principios de la lente y propone la idea de telescopio y microscopio.[2]
- 1590 - Los montadores de espectáculos neerlandeses Hans Jansen y su hijo Zacharias Jansen son reivindicados por haber inventado un microscopio compuesto por escritores posteriores (Pierre Borel 1620-1671 o 1628–1689 y Willem Boreel 1591–1668)
- 1609 - Galileo Galilei desarrolla un occhiolino o microscopio compuesto con una lente convexa y una cóncava.
- 1612 - Galileo presenta el occhiolino al rey de Polonia Segismundo III.
- 1619 - Cornelius Drebbel (1572–1633) presenta en Londres un microscopio compuesto con dos lentes convexas..
- ca.1622 - Drebbel presenta su invento en Roma.
- 1624 - Galileo presenta su occhiolino al príncipe Federico Cesi, fundador de la Academia de los Linces (Accademia dei Lincei).
- 1625 - Giovanni Faber de Bamberg (1574-1629) de los Linceanos acuña la palabra microscopio por analogía con telescopio.
- 1665 - Robert Hooke publica Micrographia, una colección de micrografías biológicas y acuña la palabra célula (cell) para las estructuras que descubre en una corteza de corcho.
- 1674 - Anton van Leeuwenhoek mejora un microscopio e inventa el microscopio simple para ver especímenes biológicos.
- 1863 - Henry Clifton Sorby desarrolla un microscopio metalúrgico para observar la estructura de meteoritos.
- década de 1860 - Ernst Abbe descubre la relación de senos de Abbe, un gran avance en el diseño del microscopio, que hasta entonces se basaba en gran medida en el ensayo y error. La compañía deCarl Zeiss explotó este descubrimiento y se convirtió en el fabricante de microscopios dominante de su época.

Hace más de quinientos años, se desarrollaron las lupas de cristal simples. Estas eran lentes convexas (más gruesas en el centro que en la periferia). La muestra u objeto podrían entonces ser enfocados por el uso de la lupa colocada entre el objeto y el ojo. Estos "microscopios simples" podrían difundir la imagen en la retina por ampliación mediante el aumento del ángulo visual en la retina.

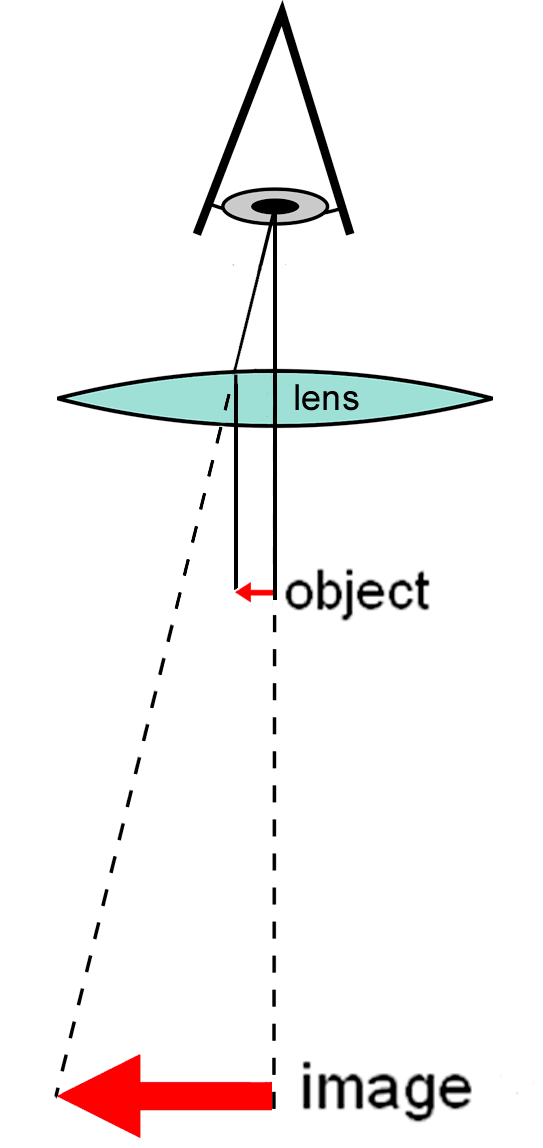
Diagrama óptico de un microscopio simple. Se observa que la imagen virtual creada por la lente, es mayor que el objeto de estudio

El objeto a observar se coloca entre el foco y la superficie de la lente, lo que determina la formación de una imagen virtual, derecha y mayor cuanto mayor sea el poder dióptrico de la lente y cuanto más alejado esté el punto próximo de la visión nítida del sujeto.
El aumento obtenido con estos microscopios es reducido, debido a que la longitud de onda de la luz visible le impone limitaciones.
Se le atribuye al neerlandés Anton van Leeuwenhoek haber introducido el microscopio a la atención de los biólogos, a pesar de que ya se estaban produciendo lupas simples en el siglo XVI. Leeuwenhoek construyó microscopios muy eficaces basados en una sola lente.

Sus observaciones fueron lo suficientemente famosas como para recibir a numerosos visitantes de la altura de la reina María II de Inglaterra (1662-1694), Pedro el Grande () o Federico I de Prusia (), además de filósofos y sabios, médicos y eclesiásticos. Van Leeuwenhoek realiza ante ellos numerosas demostraciones: le mostró a Pedro el Grande la circulación sanguínea en la cola de una anguila.
El microscopio que se observa en la foto fue construido hacia 1668 y mide 10 cm de longitud; esos microscopios simples de una sola lente producían una ampliación de hasta 275 veces (275x) y tenían un poder de resolución de 1,4 μm.; no padecían las aberraciones que limitaban la eficacia de los primeros microscopios compuestos, como los empleados por Robert Hooke.
Con ellos Leeuwenhoek fue capaz incluso de describir por primera vez protistas microscópicos de vida libre y parasítica, células espermáticas, células sanguíneas, nematodos microscópicos, rotíferos y hasta bacterias.
Tomó cerca de 150 años de desarrollo, antes de que la óptica del microscopio compuesto fuera capaz de proporcionar la misma calidad de imagen de los microscopios simples de Van Leeuwenhoek, debido a dificultades en las múltiples lentes que utiliza.